# Рейнигер, Скотт
Скотт Х. Рейнигер, принц Гора (англ. Scott H. Reiniger) — американский актёр, режиссёр и продюсер. В 2004 году стал принцем провинции Гор в Афганистане. Прямой потомок Иосии Харлана.

## Биография
Скотт Хейл Рейнигер родился 5 сентября 1948 года в Уайт-Плейнс, Нью-Йорк, США. Окончил Rollins College. Учился на актёра в Сан-Франциско. Работал официантом в том же самом ресторане, где актер Дэвид Эмджи работал шеф-поваром. Оба позже снялись в фильме ужасов о зомби — «Рассвет мертвецов». 6 мая в 1984 году у Рейнигера родилась дочь — Зое Вортингтон Рейнигер.
По состоянию на 2013 год Скотт Рейнигер работал преподавателем в Американской Академии Драматических Искусств в Голливуде

## Фильмография
| Год  |   | Русское название           | Оригинальное название | Роль               |
| ---- | - | -------------------------- | --------------------- | ------------------ |
| 1978 | ф | Рассвет Мертвецов          | Dawn of the Dead      | Роджер ДеМарко     |
| 1981 | ф | Рыцари на колёсах          | Knightriders          | Мархальт           |
| 1984 | с | Фэлкон Крест               | Falcon Crest          | водитель грузовика |
| 2004 | ф | Рассвет Мертвецов (ремейк) | Dawn of the Dead      | генерал            |